# Arthur Bertie Duncan Edwards
Arthur Bertie Duncan Edwards, britanski general, * 1898, † 1990.
V letih 1942-43 je bil glavni inženirec Malte, leta 1943 glavni inženirec britanskih enot v Egiptu in v letih 1943-44 glavni inženirec za Bližnji vzhod. Vojaško kariero je končal kot glavni inženirski častnik Vzhodnega poveljstva.